# Лебёдка маневровая

Лебёдка маневровая состоит из электродвигателя 1, редуктора 2, тормозной системы 3, барабана 4 и рамы 5

Маневро́вые лебёдки — специальный вид лебёдок, которые используют в горном деле, а также и на элеваторах и промышленных предприятиях, на передвижных погрузочных станциях для подтягивания составов при заполнении вагонов и вагонеток и для обмена загруженных поездов на порожние. По количеству барабанов лебёдки делят на однобарабанные и двубарабанные, а по виду потребляемой энергии — на электрические и пневматические. Тяговое усилие на канатах — 4,5…18 кН, канатоёмкость — 130…150 м, скорость движения рабочего органа — 0,25…0,7 м/с, диаметр каната — 12,5 мм.